# Thirty Thousand Islands
Thirty Thousand Islands är öar i Kanada.   De ligger i provinsen Ontario, i den sydöstra delen av landet, 400 km väster om huvudstaden Ottawa.